# Deixa de dir mentides
Deixa de dir mentides (francès: Arrête avec tes mensonges) és una pel·lícula francesa romàntica del 2022 dirigida per Olivier Peyon i basada en la novel·la homònima de Philippe Besson. Ha estat subtitulada al català.

## Argument
El novel·lista Stéphane Belcourt accedeix a ser el convidat d'honor en una celebració d'una marca de conyac de renom, malgrat que és abstemi. Quan torna a Conhac, la seva ciutat natal, havent passat 35 anys fora, es troba el Lucas, el fill del seu primer amant, Thomas Andrieu. Així doncs, l'Stéphane i el Lucas s'embarquen en un viatge esporàdicament dolorós per descobrir qui era realment el Thomas i què el va conduir a actuar com va actuar en vida.

## Repartiment
- Guillaume de Tonquédec com a Stéphane Belcourt
- Jérémy Gillet com a Stéphane Belcourt jove
- Victor Belmondo com a Lucas Andrieu
- Guilaine Londez com a Gaëlle Flamand
- Julien de Saint-Jean com a Thomas Andrieu
- Pierre-Alain Chapuis com a Monsieur Dejean
- Laurence Pierre com a Madame Dejean
- Cyril Couton com el bibliotecari
- Marilou Gallais com l'àvia de Lucas
- Dominique Courait com a Thierry

## Producció
Es va basar en la novel·la Arrête avec tes mensonges de Philippe Besson, un supervendes publicat originalment per l'editorial francesa Éditions Julliard el 2017.

## Distribució
Es va projectar en la 13a edició de l'Atlàntida Mallorca Film Fest, un festival en línia organitzat per la plataforma Filmin.